# Зенков, Николай Трофимович
Никола́й Трофи́мович Зенков (16 февраля 1927, Криволучье-Ивановка Колдыбанский район Самарской области — 9 января 1998, Тольятти) — советский строитель, бригадир комплексной бригады, Герой Социалистического Труда.

## Биография
Родился в 1927 году.
Участник Великой Отечественной войны. С 1956 работал бригадиром плотников треста «Нефтезаводстрой».
С 1966 года работал на строительства АВТОВАЗа, бригадиром комплексной молодёжной бригады СУ-12 треста «Автозаводстрой» ПСМО «Куйбышевгидрострой», выступившей с инициативой: полторы-две нормы по укладке бетона в смену.
Участник строительства АВТОВАЗа, ТоАЗа, ТЭЦ ВАЗа, ЭПО «Поволжское», АвтоВАЗагрегата, ДС «Волгарь», ж/д вокзал, объектов жилья, соцкультбыта и промкомзоны Тольятти.
Участник социалистического соревнования. Двенадцатое строительное управление Автозаводстроя соревновалось с управлением «Прокатпромстрой» Казахстанской Магнитки, а комплексная бригада Николая Трофимовича Зенкова — с бригадами Романа Трусковецкого и Виталия Степаненко из «Прокатпромстроя».
Умер в 1998 году.

## Награды
- Герой Социалистического Труда (1973).
- Орден Ленина (1973).
- Орден Октябрьской Революции.
- медали.